# Michael Schäfer (Tiermediziner)
Michael Schäfer (1937–2001) war ein deutscher Tierarzt und Hippologe in München, Reiter, seit 1965 Pferdezüchter (zunächst Holsteiner und Traber), Pferdeverhaltensforscher und -Anatom. Sein  Werk Die Sprache des Pferdes (1974) wurde zu einem  Standardwerk zum Pferdeverhalten, in mehrere Sprachen übersetzt und mehrfach nachgedruckt.

## Werdegang
Schäfer war in seiner Jugend Tragtierführer, Gestütspraktikant, studierte dann Tiermedizin, u. a. auch in Portugal und Spanien, und praktizierte als Tierarzt. Er setzte sich früh für eine möglichst artgerechte Haltung der Pferde ein, um sie unter natürlichen Bedingungen beobachten zu können. Unter den Tierverhaltensforschern zählte er sich selbst zu den Anhängern der Feldbeobachtung in der Tradition von Konrad Lorenz, und als Gegner der Schule der Behavioristen (Sprache des Pferdes, Aufl. 1994, S. 12f). Eine langjährige Freundschaft verband ihn mit Eberhard Trumler. Schäfer züchtete auch Exmoor-Ponys, hielt Equiden wie katalanische Riesen-Esel und Wildesel zum Zwecke vergleichender Verhaltensforschung und beobachtete über mehrere Jahre die freilebende Fjordpferdeherde des Biologen Jürgen Zutz im Bayerischen Wald.
1974 gelang es ihm und seiner Frau Heide Schäfer, gleichfalls Tierärztin, mit der er seine Equidenforschungsstation im Erdinger Moos bei München betrieb, unter schwierigen politischen Bedingungen sieben Sorraia-Pferde aus Portugal zu importieren und die Rasse weiterzuzüchten; er unterhielt lange Zeit den größten Rassebestand weltweit. Seine Veröffentlichungen machten das Sorraia-Pferd (Urtyp der iberischen Pferderassen) bekannt und halfen entscheidend mit, die Rasse zu erhalten. Sein Buch Andalusische Pferde (1980) machte die spanischen Pferde in Deutschland einem größeren Publikum bekannt. Über das Sorraia-Pferd promovierte er auch 1986. Kennzeichnend für seine Untersuchungsmethode sind entwicklungsgeschichtliche, anatomische und röntgenologische Studien.
Seine letzten zehn Jahre verbrachte der Hippologe, schwer an Multipler Sklerose erkrankt, ans Bett gefesselt, was ihn aber nicht vom Schreiben abhielt. Noch im Jahr 2000 erschien das Handbuch Pferdebeurteilung, worin er sich auch mit der Entstehung der Hauspferderassen aus mehreren Abstammungsgruppen auseinandersetzt (4-Typen-Theorie nach Speed/Ebhardt) und die morphologischen und verhaltensmäßigen Unterschiede der Hauspferderassen im Einzelnen erläutert. Er bezeichnete sich als Anhänger der Mehrwildpferdeabstammungstheorie (Handbuch Pferdebeurteilung. S. 32ff) und war ihr stärkster Verfechter im deutschen Sprachraum.
Weitere  Veröffentlichungen sind Wie werde ich Pferdekenner (1971) sowie Das Jahr des Pferdes (1987), in dem er die Besonderheiten des Verhaltens der Sorraia-Pferde beschrieb. Seine Frau führt nach seinem Tod die Sorraia-Zucht weiter.

## Veröffentlichungen (Auswahl)
- Das Pferd – mein Hobby. Ein praktischer Ratgeber für den Freizeitreiter. Nymphenburger, 1970.
- Wie werde ich Pferdekenner. Eine moderne Beurteilungslehre aus biologischer Sicht. Nymphenburger, 1971, ISBN 3-485-01713-2.
- Großponys und Kleinpferde. Nymphenburger, 1972, ISBN 3-485-01714-0.
- Die Sprache des Pferdes. Nymphenburger, 1974, ISBN 3-485-01724-8.
- Die Praxis des Freizeitreiters. Welches Pferd zu welchem Zweck. Nymphenburger, 1975, ISBN 3-485-01733-7.
- mit Heinrich Pirkelmann, Heinz Schulz: Pferdeställe und Pferdehaltung. Ulmer, 1976, ISBN 3-8001-4329-1.
- Das Pferd, mein Hobby. Ein Ratgeber für den Freizeitreiter. Fischer, 1977, ISBN 3-436-02498-8.
- Welches Pferd für Freizeit und Sport. Humboldt, 1980, ISBN 3-581-66380-5.
- Andalusische Pferde. Die Pferde Spaniens und Portugals. Nymphenburger, 1980, ISBN 3-485-01771-0.
- Mit Pferden leben. Nymphenburger, 1982, ISBN 3-485-01779-5.
- Beobachtungen zum Verhalten des südiberischen Primitivpferdes (Sorraiapferd). Vet.med.Diss., München 1986.
- Das Jahr des Pferdes. Kynos, 1987, ISBN 3-924008-34-5.
- Die Ansprüche des Pferdes an seine Umwelt, in: Pirkelmann (Hrsg.), Pferdehaltung. Ulmer, 1991, ISBN 3-8001-4357-7.
- Handbuch Pferdebeurteilung. Kosmos, 2000, ISBN 3-440-07237-1.

| Personendaten    | Personendaten                                                     |
| ---------------- | ----------------------------------------------------------------- |
| NAME             | Schäfer, Michael                                                  |
| KURZBESCHREIBUNG | deutscher Tierarzt, Reiter, Pferdezüchter und -verhaltensforscher |
| GEBURTSDATUM     | 1937                                                              |
| STERBEDATUM      | 2001                                                              |